# Najas hagerupii
Najas hagerupii là một loài thực vật có hoa trong họ Hydrocharitaceae. Loài này được Horn mô tả khoa học đầu tiên năm 1952.